# Ålands politiska status
Ålands politik omfattar det politiska systemet, självstyrelsens institutioner och Ålands särskilda status inom Finland. Åland har sedan 1921 varit en demilitariserad och enspråkigt svenskspråkig region med eget parlament (Ålands lagting) och egen regering (Ålands landskapsregering). Lagtinget har lagstiftningsbehörighet inom flera områden, men saknar full ekonomisk autonomi och ansvar för utrikes- och säkerhetspolitik. Ålands särställning grundar sig på lösningen av Ålandsfrågan efter första världskriget, den så kallade Ålandsmodellen, som syftar till att skydda det svenska språket och kulturen på Åland, samtidigt som området förblir under finsk suveränitet. Självstyrelsen har stegvis utvecklats och Åland omfattas idag även av särskilda undantag inom Europeiska unionen.

## Politisk historia
Mellan 1634 och 1809 tillhörde Åland Sverige och styrdes som en del av Åbo och Björneborgs län. Under denna tid utgjorde Kastelholm det administrativa centrumet för Åland. Efter Freden i Fredrikshamn 1809 överfördes Åland till Storfurstendömet Finland under ryskt styre, men områdets administrativa koppling till Åbo och Björneborgs län bestod. År 1856 slöts Ålandsservitutet, ett internationellt avtal som förbjöd militära befästningar på Åland och påbörjade ögruppens demilitarisering. I samband med Finlands självständighet väcktes frågan om Ålands nationella tillhörighet, och Ålandsrörelsen drev ett återförenande med Sverige. Frågan hänsköts till Nationernas förbund, som 1921 fastslog att Åland skulle tillhöra Finland, men med långtgående självstyrelse och skydd för det svenska språket.Självstyrelselagen trädde i kraft 1922, och samma år hölls det första lagtingsmötet. Under 1900-talet utvidgades självstyrelsen genom revideringar av lagstiftningen, införandet av Ålands flagga 1954, medlemskap i Nordiska rådet 1970 och införande av parlamentarism 1988. Efter en folkomröstning anslöt sig Åland 1995 till Europeiska unionen, men med särskilda villkor som regleras i Ålandsprotokollet.

## Status och autonomi
Ålands självstyrelse är fastslagen i självstyrelselagen och ger lagtinget rätt att stifta lagar inom bland annat utbildning, kultur, hälso- och sjukvård, socialtjänst, näringsliv, miljö och polis. Finland ansvarar däremot för områden som utrikespolitik, försvar, domstolsväsende och skattepolitik. Självstyrelsen syftar i första hand till att bevara det svenska språket och kulturen. Åland är därmed enspråkigt svenskt, vilket innebär att svenska är det enda officiella språket och att offentlig service på finska inte förekommer. För att erhålla åländsk hembygdsrätt, vilket är en förutsättning för att exempelvis äga fast egendom, driva näringsverksamhet och rösta i lagtingsval, krävs bland annat kunskaper i svenska. 
Åland är även demilitariserat, vilket innebär att militär personal inte får vistas på öarna, militära anläggningar inte får byggas och ålänningar är befriade från värnplikt. Denna status har sin grund i internationella avtal från 1856, 1921 och 1947, och har bekräftats i senare överenskommelser. Ålands finanser regleras genom att landskapet får ett anslag ur Finlands statsbudget, eftersom det saknar rätt att ta ut egna skatter och tullar. Lagtinget beslutar självständigt om hur dessa medel ska användas.

## Politiska institutioner
Ålands lagting utgör lagstiftande makt på Åland och består av 30 ledamöter. Lagtinget stiftar lagar inom självstyrelsens behörighetsområde, men dessa lagar måste sändas till Finlands president, som har rätt att lägga in veto om lagtinget överskrider sin kompetens eller om rikets säkerhet hotas. I de fall lagtinget vill att samma lag ska gälla på Åland som i övriga Finland kan en blankettlag antas, vilket innebär att finsk lag gäller i det aktuella området, men lagtinget kan när som helst ändra detta genom att anta en egen lag. 
Ålands landskapsregering är den verkställande makten och ansvarar för att genomföra lagtingets beslut och leda landskapets förvaltning. För att kunna regera måste landskapsregeringen ha lagtingets förtroende. Åland har också en egen riksdagsledamot i Finlands riksdag, med uppgift att bevaka landskapets intressen på nationell nivå. Statens ämbetsverk på Åland, som leds av en landshövding utsedd av Finlands president, representerar finska staten på Åland och sköter de statliga uppgifter som inte omfattas av självstyrelsen.

## Demokratiska processer
Åland har ett självständigt partisystem, där sex partier är representerade i lagtinget efter valet 2023:
- Liberalerna på Åland (9 mandat)
- Åländsk Center (7 mandat)
- Ålands socialdemokrater (4 mandat)
- Moderat Samling för Åland (4 mandat)
- Obunden samling (5 mandat)
- Hållbart Initiativ (1 mandat)

Val till lagting och kommunfullmäktige sker vart fjärde år enligt ett proportionellt valsystem, där väljaren kan rösta på enskilda kandidater och den med flest röster får partiets alla röster. Rösträtt i lagtingsval kräver åländsk hembygdsrätt, medan rösträtt i kommunalval kräver bosättning i kommunen. Åland utgör en egen valkrets till riksdagen och väljer en ledamot.

## Internationella relationer
Ålands självstyrelse och status bygger på ett antal internationella avtal. Sedan 1970 är Åland medlem i Nordiska rådet och deltar även i Nordiska ministerrådet. Vid Finlands EU-inträde 1995 fastställdes Ålandsprotokollet, som bland annat ger Åland undantag från EU:s skatteunion. Några av de viktigaste avtalen presenteras i tabellen nedan:
| Period     | Avtal                                                                       | År   | Betydelse                        |
| ---------- | --------------------------------------------------------------------------- | ---- | -------------------------------- |
| 1800-talet | Konventionen om demilitarisering av Ålandsöarna                             | 1856 | Förbjöd befästning av Åland      |
| 1920-talet | Nationernas förbunds råds beslut om Åland                                   | 1921 | Grundlade självstyrelsen         |
| 1920-talet | Ålandsöverenskommelsen i Nationernas förbunds råd                           | 1921 | Fastslog Ålands särställning     |
| 1920-talet | Konvention om Ålandsöarnas icke-befästande och neutralisering               | 1921 | Bekräftade demilitariseringen    |
| 1940-talet | Fördrag mellan Finland och Sovjetunionen om Ålandsöarna                     | 1940 | Utvidgade demilitariseringen     |
| 1940-talet | Fredsfördraget i Paris, Ålandsbestämmelser                                  | 1947 | Stärkte Ålands särställning      |
| 1940-talet | Sovjetunionens brev om återikraftsättande av Ålandsfördraget                | 1948 | Bekräftade tidigare avtal        |
| 1990-talet | Protokoll mellan Ryssland och Finland om giltighet av fördrag               | 1992 | Rysk bekräftelse av avtalen      |
| 1990-talet | Finlands anhållan och EU:s position vid EU-ansökan                          | 1994 | EU:s erkännande av Ålands status |
| 1990-talet | Bestämmelser om Åland vid Finlands EU-anslutning                            | 1994 | Definierade Ålands EU-ställning  |
| 1990-talet | Finlands utrikesministeriums förklaring om att EU-anslutningen gäller Åland | 1994 | Bekräftade Ålands EU-medlemskap  |